# Heinrich Georg Neuss

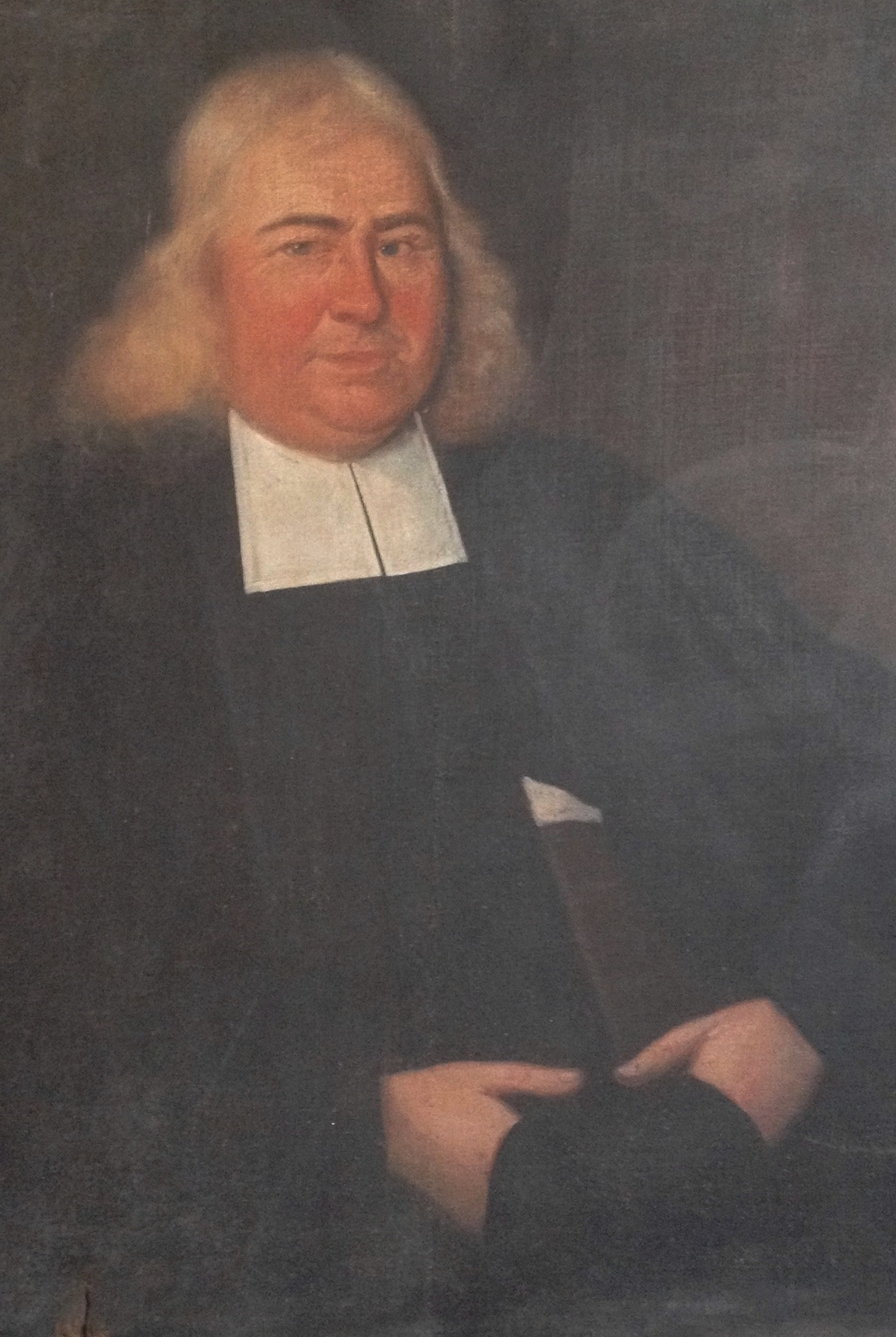
Heinrich Georg Neuss, Porträt in der Marienkirche Ilsenburg

Heinrich Georg Neuss (* 11. März 1654 in Elbingerode; † 30. September 1716 in Wernigerode) war ein deutscher Kirchenlieddichter und Pastor.

## Leben
Neuss studierte Theologie an der Universität Erfurt, war Prediger in Quedlinburg, dann Lehrer, Konrektor, ab 1684 Rektor in Blankenburg (Harz). 1690 wurde er von Herzog Rudolf August von Braunschweig-Wolfenbüttel als Diaconus nach Wolfenbüttel berufen. Seit 1692 war er Reiseprediger des Herzogs. 1696 folgte er einem Ruf als Oberprediger an St. Sylvestri, Superintendent und Konsistorialrat nach Wernigerode. Den Doktortitel der Theologie erlangte er gleichfalls 1696.
1712 gab Neuss das erste Gesangbuch der Grafschaft Wernigerode heraus. Die Armenschule am Westerntor baute er zu einem Waisenhaus aus.

## Werke
- Ein reines Herz, Herr, schaff in mir (EG 389, MG 431)
- Die Abhandlungen Musica Parabolica oder Parabolische Music und Kurtzer Entwurf von der Music (1754 posthum gedruckt)[2]